# Arystan Temyrtau
Arystan Temyrtau (ros. Арыстан Темиртау) – kazachski klub hokejowy z siedzibą w Temyrtau.

## Historia
Dotychczasowe nazwy
- Stroitiel Temyrtau (1960-1991)
- Bułat Temyrtau (1991-1999)
- ZSKA-ISPAT Temyrtau (1999-2000)
- ZSKA Temyrtau (2000-2005)
- Arystan Temirtau (od 2010)

Został założony w 1960 roku jako Stroitiel Temyrtau i pod tą nazwą istniał 30 lat. W tym czasie występował w radzieckiej trzeciej klasie rozgrywkowej, Wtoraja Liga. W 1991 roku uzyskał awans do Pierwaja Liga. W tym czasie klub przemianowano na Bułat. W latach 1999–2005 klub rozwiązano z powodu problemów finansowych. W 2010 wznowiono jego działalność pod nazwą Arystan. Od tego czasu drużyna ponownie występuje w najwyższej kazachskiej lidze. Sponsorem klubu był Mittal Steel Company. Klub działał do końca sezonu 2014/2015. Jego następcą został Kułagier Pietropawłowsk.

## Sukcesy
- Złoty medal mistrzostw Kazachstanu (1 raz): 1999
- Srebrny medal mistrzostw Kazachstanu (2 razy): 1995, 1998
- Brązowy medal mistrzostw Kazachstanu (5 razy): 1993, 1994, 2000, 2001, 2014
- Puchar Kazachstanu (1 raz): 2011